# 东格阿尔帕拉夏
东格阿尔帕拉夏（Dongar Parasia），是印度中央邦Chhindwara县的一个城镇。总人口37876（2001年）。

## 人口
该地2001年总人口37876人，其中男性19397人，女性18479人；0—6岁人口4642人，其中男2311人，女2331人；识字率70.79%，其中男性为77.50%，女性为63.75%。